# ضفيرة قطنية عجزية
الضفيرة القطنية العجزية تتكون من الأقسام الأمامية للأعصاب القطنية والعجزية والعصب العصعصي، وكثيرا ما ينضم للعصب القطني الأول فرع من العصب الصدري الثاني عشر. تقسم الضفيرة القطنية العجزية وصفيا إلى 3 أجزاء: ضفيرة قطنية وضفيرة عجزية وضفيرة فرجية.